# Corpse Killer
Corpse Killer (ook wel Corpse Killer: Graveyard Edition) is een interactieve film van Digital Pictures dat in 1994 werd uitgebracht op onder andere SEGA 32X, SEGA CD en Macintosh. De spelbesturing kon eventueel met een additioneel lichtpistool op voorwaarde dat het computerplatform dit op een of andere manier ondersteunde. De speler speelt een Amerikaanse marinier die wordt gedropped op een tropisch eiland. Op dit eiland houdt Dr. Hellman zich schuil die zijn zombies niet zal loslaten op de wereld. Bij aankomst wordt de marinier gebeten door een zombie en de marinier weet te ontsnappen. Het doel van het spel is om levend van het eiland af te komen. 

## Platforms
| Jaar | Platform                     |
| ---- | ---------------------------- |
| 1994 | Macintosh, SEGA 32X, SEGA CD |
| 1995 | 3DO, SEGA Saturn             |

## Ontvangst
| Beoordeeld door                 | Platform    | Jaar | Score |
| ------------------------------- | ----------- | ---- | ----- |
| Freak                           | SEGA CD     | 1995 | 84%   |
| Sega-16.com                     | SEGA 32X    | 2007 | 70%   |
| GamePro (USA)                   | SEGA 32X    | 1995 | 70%   |
| Game Players                    | SEGA CD     | 1995 | 69%   |
| Just Games Retro                | SEGA CD     | 2007 | 64%   |
| Mega Fun                        | SEGA CD     | 1995 | 60%   |
| Electronic Gaming Monthly (EGM) | SEGA 32X    | 1995 | 53%   |
| Defunct Games                   | SEGA CD     | 2013 | 50%   |
| Electronic Gaming Monthly (EGM) | SEGA Saturn | 1995 | 44%   |
| The Video Game Critic           | 3DO         | 2003 | 25%   |